# Zephir (Schiff)
Die Zephir war ein Torpedodampfer der Kaiserlichen Marine, der für Versuchszwecke bei der Entwicklung des Torpedos als damals neuen Waffensystem gebaut und eingesetzt wurde. Der von der AG Vulcan Stettin gebaute Raddampfer wurde 1874 abgeliefert und bis 1907 hauptsächlich als Schlepper eingesetzt.

## Geschichte
Die neu entstandene Kaiserliche Marine sah sich Anfang der 1870er Jahre der Herausforderung gegenübergestellt, die Entwicklung der Torpedowaffe weiter voranzutreiben. Bereits wenige Jahre zuvor bildete das preußische Marineministerium eine Sektion für Marine- und Küstenartillerie-Angelegenheiten, die sich zunächst vor allem mit dem von Robert Fulton entwickelten Spierentorpedo sowie dem Schlepptorpedo des britischen Offiziers John Harvey (1778–1852) befasste. Im Juni 1869 besuchte Korvettenkapitän Alexander von Monts eine Vorführung der Torpedosystems von Robert Whitehead in Fiume, beschied ihm aber noch keine Tauglichkeit. Daher wurde der Schwerpunkt der Entwicklung in der Kaiserlichen Marine zunächst weiter auf Spieren- und Schlepptorpedos gelegt, 1873 aber auch erste Torpedos von Whitehead angeschafft und auf den Kanonenbooten Basilisk und Comet erprobt.
Für die Erprobung des Spierentorpedos wurden mehrere kleine Dampfschiffe bei verschiedenen Werften geordert. 1871 lieferten die Bremer Werft Waltjen (Waltjen Nr. I bis Nr. III) und im Folgejahr Devrient in Danzig (Devrient Nr. I bis Nr. III) jeweils drei kleinere Boote ab. Die AG Vulcan in Stettin-Grabow stellte 1874 ebenfalls drei Dampfschiffe nach unterschiedlichen Entwürfen fertig und 1876 kam als letztes Versuchsschiff für Spierentorpedos die von Möller & Holberg gebaute Ulan in Dienst.
Die Zephir wurde 1873 von der AG Vulcan als deren Baunummer 69 auf Kiel gelegt. Das Dampfschiff trug ursprünglich die Bezeichnung Nr. II, erhielt aber aufgrund einer Verfügung des Chefs der Admiralität, Generalleutnant Albrecht von Stosch, vom 16. August 1873 seinen Namen. Es stand am 22. Juni 1874 zum Stapellauf bereit und wurde kurz darauf von Korvettenkapitän Christian Donner abgenommen. Die Baukosten beliefen sich auf 35.000 Thaler. Vom 28. Juli bis zum 12. August erfolgte die Überführungsfahrt der Zephir von Swinemünde nach Wilhelmshaven unter dem Kommando von Kapitänleutnant Franz Kuhn. Offiziell in Dienst gestellt wurde das Schiff jedoch erst am 13. Oktober 1874. Für kurze Zeit wurde es in seiner ursprünglichen Funktion als Versuchsschiff genutzt, fand ab 1875 aber für 32 Jahre Verwendung als Schleppdampfer. Von seiner Bauform her war das Schiff auch als solcher konzipiert. 1907 wurde die Zephir in Wilhelmshaven abgewrackt.

## Technik
Die Zephir war ein aus Eisen gefertigter Querspantbau. Das Schiff war insgesamt 30,5 m lang, wobei die Wasserlinie 28,9 m maß. Die maximale Breite des Rumpfes betrug 5,25 m, wobei die Kästen der Seitenräder darüber hinausgingen. Die Konstruktionsverdrängung des Schiffs lag bei 129 t, die Einsatzverdrängung mit 131 t nur geringfügig darüber. Bei maximaler Verdrängung lag der Tiefgang des Dampfschiffs bei 1,65 m vorn und 1,09 m achtern.
Der Antrieb des Torpedodampfers bestand aus zwei geneigten, oszillierenden Zweizylinder-Dampfmaschinen mit einfacher Dampfdehnung, die auf die beiden Seitenräder mit einem Durchmesser von 4,2 m wirkten. Den nötigen Dampf erzeugte ein Dampflokomotivkessel, der über eine Heizfläche von 130 m² verfügte und einen Druck von 1,8 atü erzeugte. Der Kessel war gemeinsam mit den Dampfmaschinen in einem gemeinsamen Maschinenraum untergebracht. Die Maschinen gaben eine indizierte Leistung von 225 PSi bei 34 Umdrehungen pro Minute ab und beschleunigten die Zephir auf maximal 9,0 kn. Der Brennstoffvorrat belief sich auf 10 t Kohle. Gesteuert wurde das Schiff mit einem am Heck befindlichen Ruder.
Die Bewaffnung der Zephir bestand lediglich aus der Bugspiere, die einen 41 kg schweren Sprengkörper trug und bei einem Angriff auf ein feindliches Schiff diesem in den Rumpf hätte gerammt werden sollen.
Des Besatzung hatte während der Zeit als Versuchsschiff eine Sollstärke von drei Offizieren und 40 Mannschaften. Später reduzierte sich die Besatzungsstärke der Zephir auf 25 Mann.